# Эннеада
Эннеа́да (греч. Ἐννεάς — «девятерица»), также великая эннеада, или гелиопольский пантеон, — девятка главных богов в Древнем Египте, изначально возникшая в Гелиополе.
Древнейшая известная в Египте теогоническая и космогоническая система. Боги Эннеады считаются первыми царями Египта. В других городах Египта создавались свои девятки богов по образцу гелиопольской.

## Боги Эннеады
- Атум (Амон, Ра, Птах) — возникает из первоначального водяного Хаоса Нун
- Шу — воздух
- Тефнут — влага/вода
- Геб — земля
- Нут — небо. Женское божество.
- Осирис — царь загробного мира
- Исида — богиня плодородия, магий и врачевания
- Сетх (Сет) — олицетворение грозы, молнии, природных стихий, владыка жизненной силы. Бог ярости, песчаных бурь, разрушения, хаоса, войны и смерти
- Нефтида (Нефтис, Невтис) — богиня подземного мира, вторая сестра Осириса.

## Галерея

Атум
Шу
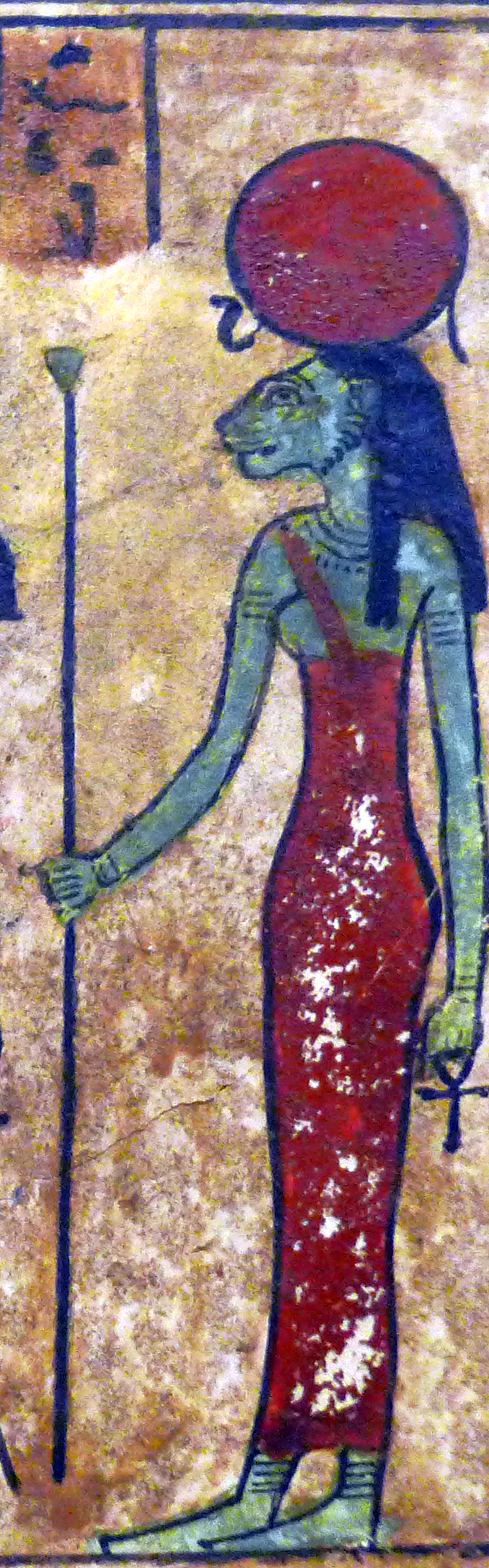
Тефнут
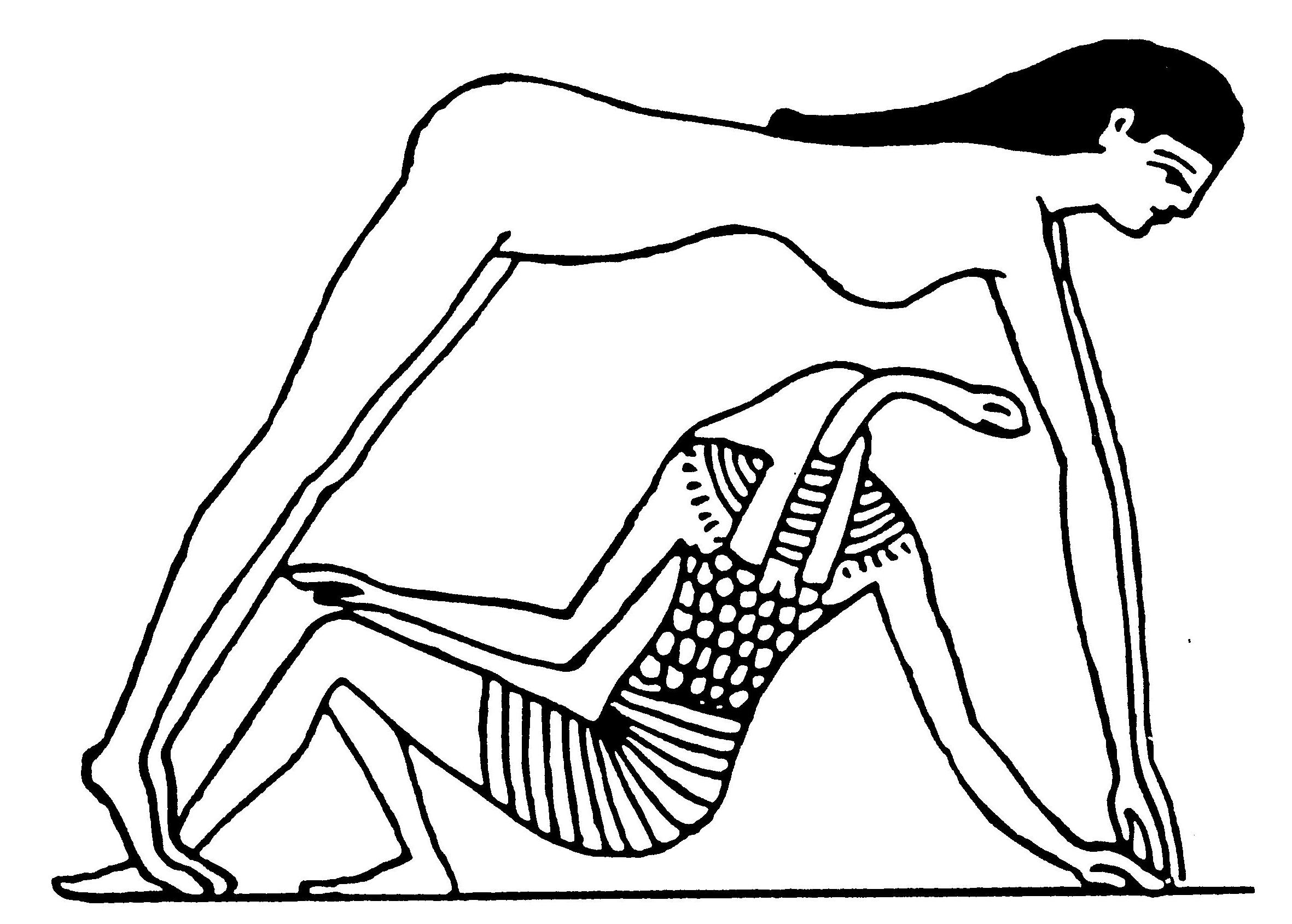
Геб и Нут
Осирис
Исида
Сет
Нефтида